# Ву Линг, Мэттью
Мэттью Ву Линг (англ. Matthew Woo Ling; 15 сентября 1996 года, Порт-оф-Спейн, Тринидад и Тобаго) — тринидадский футболист, полузащитник.

## Карьера
Начинал заниматься футболом на родине. В 2017 году Ву Линг переехал в США, где он некоторое время выступал за команду четвёртой лиги. В 2018 году хавбек переехал в Европу, где он подписал контракт с клубом мальтийской Премьер-Лиги «Сент-Эндрюс».

## Сборная
За сборную Тринидада и Тобаго Ву Линг дебютировал ноябре 2019 года в товарищеском матче против сборной Ангильи. Он завершился победой тринидадцев с рекордным для себя счетом 15:0.